# Mangrove (Baum)

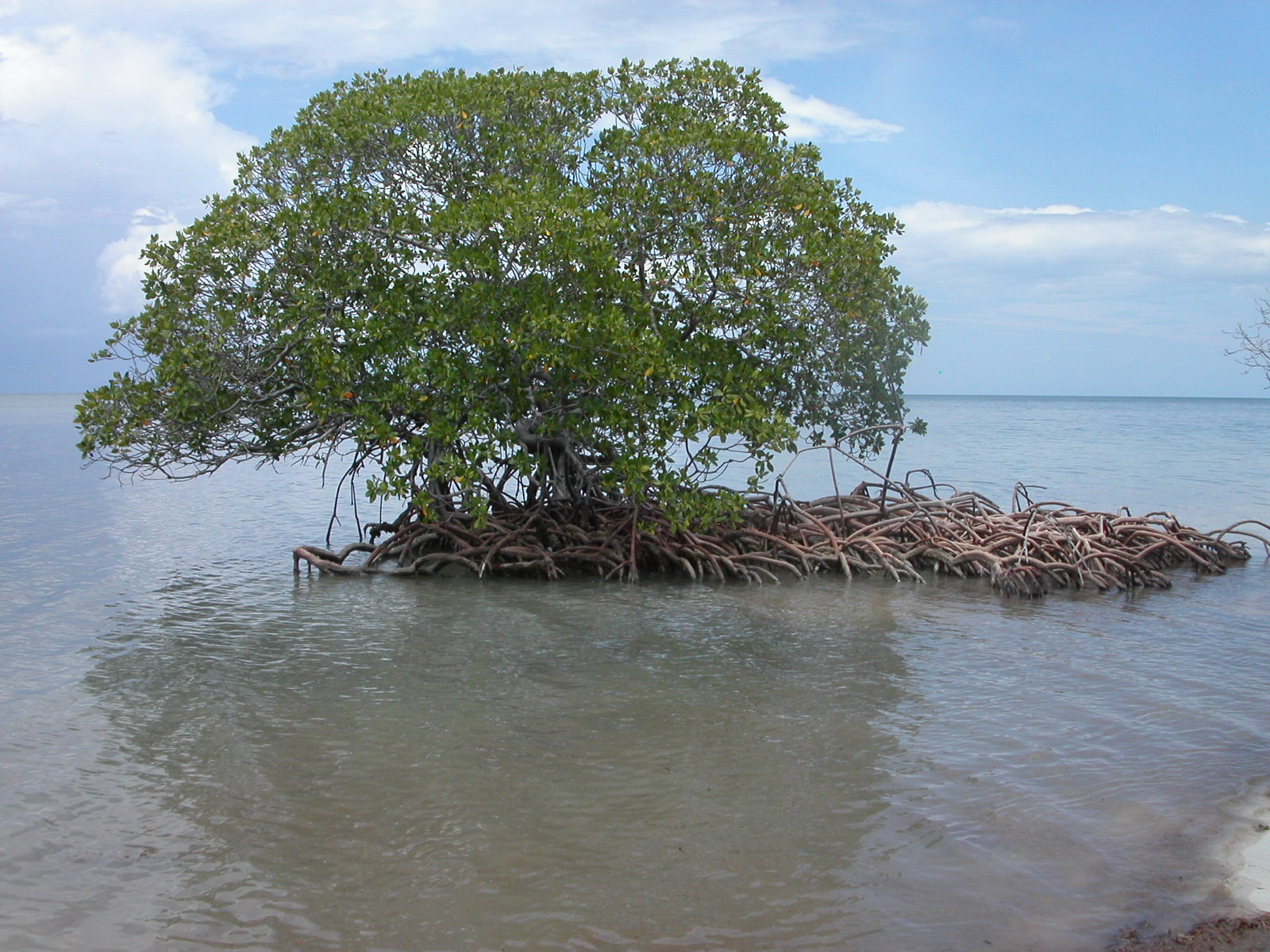
Mangrovenbaum (Rhizophora) auf Cayo Levisa, Kuba

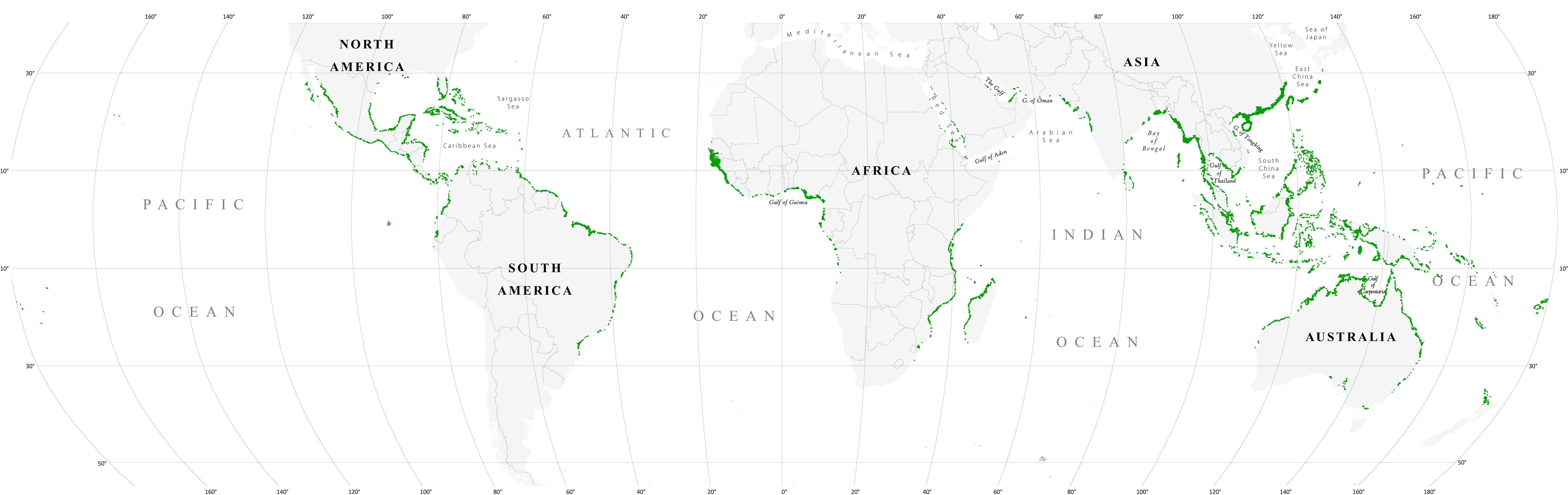
Verbreitung von Mangrovenwäldern

Mangrovenbäume sind verholzende Salzpflanzen aus unterschiedlichen Familien der Bedecktsamer. Ihr gemeinsames Merkmal ist, dass sie sich an das Leben im Gezeitenbereich tropischer Küstenregionen angepasst haben und nur dort bestandsbildend sind. Die meisten der über 70 bekannten Arten kommen im indopazifischen Raum vor („Ostmangroven“), nur acht Arten entlang amerikanischer und westafrikanischer Küsten („Westmangroven“).

## Diversität, Verbreitungsgebiete und Habitat

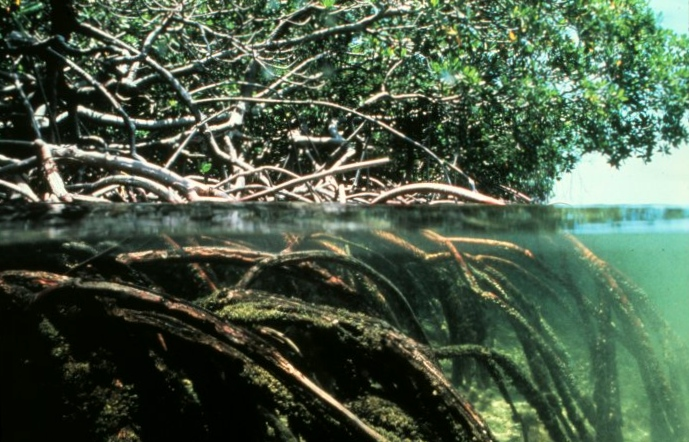
Mangroven mit Stelzwurzeln

Bislang nicht abschließend geklärt sind die Gründe für die Artenarmut der westafrikanisch-amerikanischen Mangroven-Flora im Vergleich mit den Mangrovenwäldern des indo-pazifischen Raums. Wichtige Mangroven-Gattungen wie Rhizophora und Avicennia kommen in beiden Regionen vor.
Die natürliche Verbreitungsgrenze hängt nur indirekt mit einem kühlen Klima zusammen. Ausschlaggebend ist die Wassertemperatur während der kühlen Monate. Generell ist eine Winterisotherme des Wassers von unter 20 °C für viele Mangroven-Arten letal.
Mangroven entwickeln sich vorzugsweise in Brackwasser und sind somit oft in Gebieten anzutreffen, wo Süß- und Salzwasser aufeinandertreffen.

## Ökologie

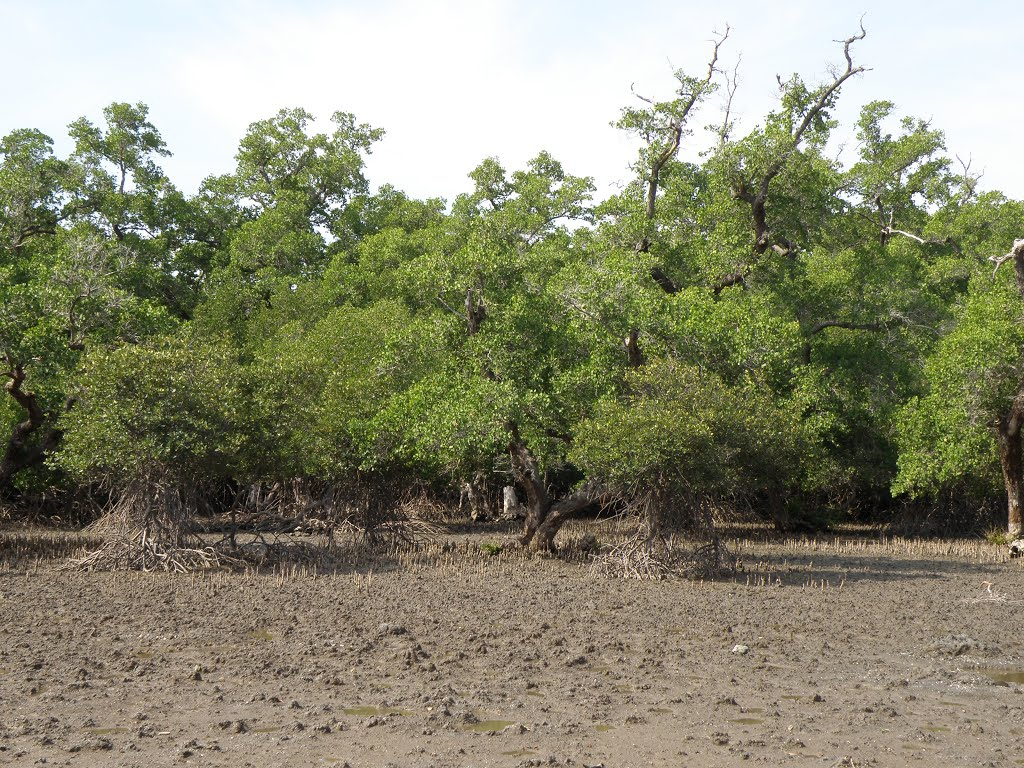
Mangroven in Tibar (Osttimor)

Zu den besonderen Anpassungen der Mangrovenbäume an ihren Lebensraum gehören ausgeprägte Salztoleranz und die Fähigkeit zum Wurzeln in sauerstoffarmem und häufig instabilem Sediment. Häufig werden dazu Stelz- oder Brettwurzeln und unterschiedlich geformte Pneumatophore mit Aerenchym ausgebildet. Einige Taxa besitzen Blätter mit Salzdrüsen (Aegiceras, Aegialitis und Avicennia).
Charakteristisch ist in vielen Fällen die Verbreitung über im Augenblick der Trennung vom Mutterbaum sehr weit entwickelte Früchte, die sich in kürzester Zeit zu einem schwimmfähigen Keimling entwickeln. Die Mangrovenbäume aus der Familie der Rhizophoraceae verbreiten sich „lebendgebärend“ über bereits am Mutterbaum gekeimte Jungpflanzen (Viviparie).
Verschiedene Mangrovenbaum-Arten bilden unter ungünstigen Umweltbedingungen (hypersaline oder nährstofflimitierte Standorte) Zwergformen aus.

## Nutzung und Bedeutung

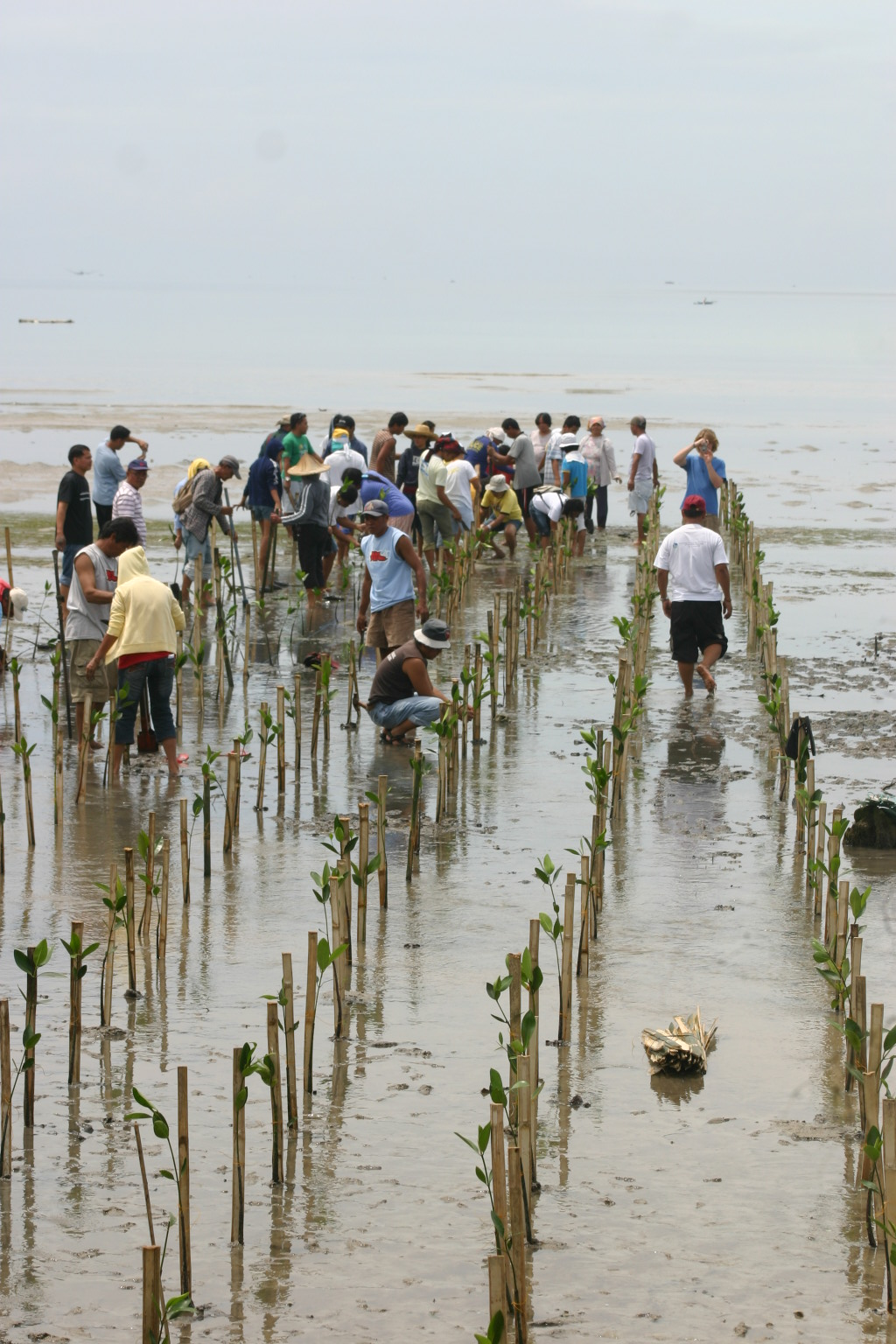
Mangrovenpflanzungen in Mindanao, Philippinen

Mangrovenbäume lassen sich in Ausnahmefällen forstlich nutzen (Malaysia). Mangrovenholz wird zur Holzkohleerzeugung oder direkt als Brennholz und gelegentlich für einfache Holzkonstruktionen genutzt. Die tanninhaltige Rinde einiger Mangrovenbäume wird regional zur Gerbstoffgewinnung eingesetzt.
Den weitaus größten Nutzen für Menschen hat die Mangrove jedoch im Küstenschutz (siehe hierzu: Mangrove (Ökosystem)). Wo Mangrovenwälder, wie in weiten Teilen Indiens, durch menschliche Eingriffe verschwunden sind, findet nun eine gezielte Wiederansiedlung statt.

## Bestand und Gefährdung
Global betrachtet wurde der Mangrovenbestand (2021) auf knapp 13,6 Millionen Hektar geschätzt, wobei die größten Bestände in Asien anzutreffen sind. Von den rund 70 Mangrovenarten sind insgesamt elf unmittelbar vom Aussterben bedroht.
Die Hauptbedrohung für Mangroven stellt, neben menschlichen Aktivitäten vor Ort, die Veränderung ihres Habitats durch den Klimawandel dar.

## Systematik

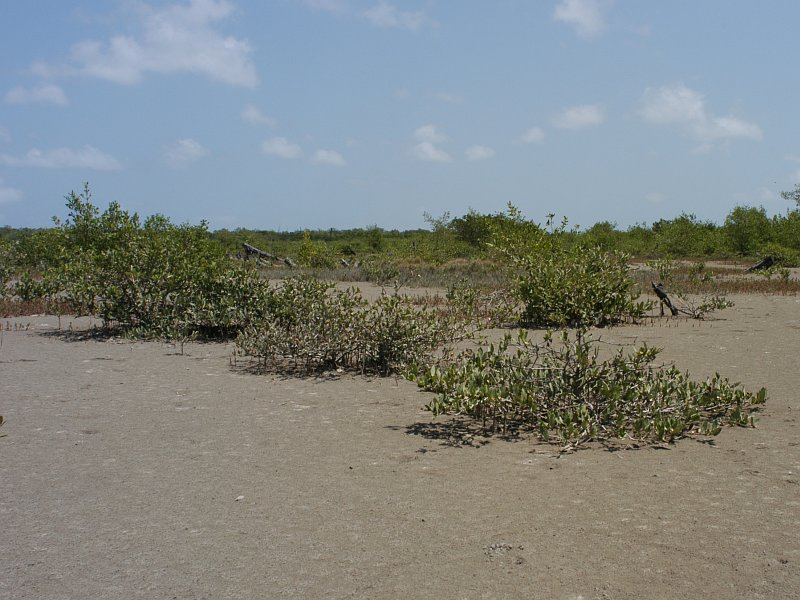
Strauchförmige Wuchsform der Schwarzen Mangrove (Avicennia germinans) auf einer hypersalinen, selten überfluteten Schlammfläche bei Bragança, Pará, Brasilien

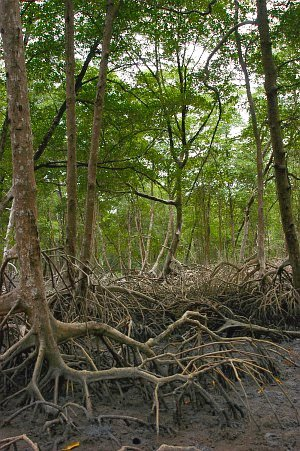
Wald der Roten Mangrove (Rhizophora mangle) am Ästuar des Rio Caeté, Nordbrasilien

Mangrovenbäume bilden keine systematisch einheitliche Gruppe, sondern gehören unterschiedlichen Familien der Bedecktsamigen Pflanzen (Magnoliophyta) an.
Wichtige Taxa:
- Avicennia ist die einzige Gattung in der Unterfamilie Avicennioideae innerhalb der Familie der Akanthusgewächse (Acanthaceae)
  - Schwarze Mangrove (Avicennia germinans)
  - etwa zehn weitere Arten

- Rhizophora gehört zur Familie der Rhizophoragewächse (Rhizophoraceae, Tribus Rhizophoreae)
  - Rote Mangrove (Rhizophora mangle)
  - fünf weitere Arten

Der Trivialname „Weiße Mangrove“ wird auf zwei Arten angewendet:
- Meistens ist mit „Weiße Mangrove“ Laguncularia racemosa gemeint, die einzige Art der Gattung Laguncularia in der Familie der Flügelsamengewächse (Combretaceae)
- Seltener ist Avicennia marina gemeint (diese Art wird auch als „Graue Mangrove“ bezeichnet)

Weitere Gattungen/Arten:
- Die Knopfmangrove (Conocarpus erectus) gehört zur Familie der Flügelsamengewächse (Combretaceae).
- Lumnitzera gehört ebenfalls zur Familie der Flügelsamengewächse (Combretaceae).
- Bruguiera, Ceriops und Kandelia gehören (wie Rhizophora, siehe oben) zur Tribus Rhizophoreae innerhalb der Familie der Rhizophoragewächse (Rhizophoraceae).
- Sonneratia gehört zur Familie der Weiderichgewächse (Lythraceae).
- Aegiceras gehört zur Familie der Myrsinengewächse (Myrsinaceae).
- Excoecaria gehört zur Familie der Wolfsmilchgewächse (Euphorbiaceae).
- Heritiera gehört zur Unterfamilie der Sterkuliengewächse (Sterculioideae) innerhalb der Malvengewächse (Malvaceae).
- Die Nipapalme (Nypa fruticans) gehört zur Familie der Palmengewächse (Arecaceae).
- Pelliciera gehört zur Familie der Tetrameristaceae.
- Xylocarpus gehört zur Familie der Mahagonigewächse (Meliaceae).